# Wolf Hall
Wolf Hall est un roman historique de 2009 de l'auteur anglais Hilary Mantel, publié par Fourth Estate, nommé d'après le siège de la famille Seymour à Wolfhall, ou Wulfhall, dans le Wiltshire. Wolf Hall est une biographie romancée qui retrace l'ascension rapide de Thomas Cromwell à la cour d'Henri VIII, de 1500 jusqu'à la mort de Sir Thomas More en 1535. Le roman a remporté le Prix Booker et le National Book Critics Circle Award,. En 2012, The Observer l'a nommé comme l'un des « 10 meilleurs romans historiques ».
Le livre est le premier d'une trilogie ; la suite Bring Up the Bodies a été publiée en 2012. Le dernier livre de la trilogie est The Mirror and the Light (2020), qui couvre les quatre dernières années de la vie de Cromwell.

## Synopsis
En 1500, Thomas Cromwell, un jeune garçon d'environ 15 ans, s'enfuit de chez lui parce que son père violent, Walter Cromwell, le bat presque à mort. Il décide de chercher fortune en France en tant que soldat.
En 1527, Cromwell, qui a beaucoup voyagé, est retourné en Angleterre et est maintenant avocat, marié et père de trois enfants. Sa vie prend une tournure tragique lorsque sa femme et ses deux plus jeunes filles meurent brusquement de la maladie de la suette, le laissant veuf.
Cromwell est avec le cardinal Wolsey en 1529 lorsque le cardinal tombe en disgrâce auprès du roi Henri VIII en raison de son incapacité à obtenir du Pape une annulation du mariage entre le roi et sa femme Catherine d'Aragon. Cromwell parvient à acheter le Cardinal un peu de temps avant que tout ce que le Cardinal possède soit repris et donné à la maîtresse d'Henry, Anne Boleyn. Cromwell décide par la suite de relocaliser le Cardinal et son entourage dans une résidence secondaire à Esher.
Bien qu'il sache que le cardinal est condamné, Cromwell entame des négociations en son nom avec le roi. Au cours de ses visites, il rencontre Mary Boleyn, récemment veuve, la sœur aînée d'Anne, et est intrigué par elle. Cromwell est finalement convoqué pour rencontrer Anne et trouve la loyauté d'Henry envers elle insondable.
Continuant à gagner les faveurs du roi et d'Anne, Cromwell est choqué lorsqu'il apprend, un an après l'événement, que le cardinal a été rappelé à Londres pour faire face à des accusations de trahison et est mort en chemin. Cromwell pleure sa mort.
Malgré sa loyauté connue envers Wolsey, Cromwell conserve son statut privilégié auprès du roi et est assermenté au conseil du roi après avoir interprété l'un des cauchemars d'Henry, à propos de son frère aîné décédé, comme un symbole qu'Henry devrait exercer son pouvoir.
Cromwell continue de conseiller Anne et travaille à son ascension  dans l'espoir qu'il se lèvera aussi. Juste au moment où le mariage semble imminent, Henry Percy, un ancien amant d'Anne, déclare qu'il est son mari légal et qu'il l'aime toujours. Bien qu'il sache que ce que dit Percy est vrai, Cromwell lui rend visite au nom d'Anne et le menace pour qu'il se taise, assurant sa position de favori dans la maison Howard.
Le roi Henri emmène Anne en France où, enfin en sécurité dans sa position, elle et Henri se marient lors d'une cérémonie privée et  "consomment le mariage ". Elle tombe rapidement enceinte et Henry la fait couronner reine lors d'une cérémonie que Cromwell organise avec sa perfection habituelle.

## Contexte historique
Issu d'une famille ouvrière sans position ni nom, Cromwell est devenu le bras droit du cardinal Thomas Wolsey, conseiller du roi. Il a survécu à la disgrâce de Wolsey pour finalement prendre sa place en tant que plus puissant des ministres d'Henri. Dans ce rôle, il a observé les tournants de l'histoire anglaise, alors qu'Henri affirmait son autorité pour déclarer son mariage avec  Catherine d'Aragon annulé, épousait Anne Boleyn, rompait avec Rome, établissait l'indépendance de l'Église d'Angleterre et appelait à la dissolution des monastères.
Le roman est une nouvelle vision des archives historiques et littéraires; dans la pièce de théâtre de Robert Bolt, A Man for All Seasons, Cromwell est dépeint comme l'opposé calculateur et sans principes de l'honneur et de la droiture de Thomas More. Le roman de Mantel offre une alternative à cette représentation, un portrait intime de Cromwell en tant qu'homme tolérant, pragmatique et talentueux tentant de servir le roi, le pays et la famille au milieu des machinations politiques de la cour d'Henri et des bouleversements religieux de la Réforme, contrairement à l’adhésion  vicieusement punitive de More à l'ancien ordre catholique romain qu'Henri est en train de balayer.

## Processus
Hilary Mantel a déclaré qu'elle avait passé cinq ans à rechercher et à écrire le livre, essayant de faire correspondre sa fiction au dossier historique. Pour éviter de contredire l'histoire, elle a créé un catalogue de cartes, organisé par ordre alphabétique des personnages, chaque carte contenant des notes indiquant où se trouvait un personnage historique particulier aux dates pertinentes. « Vous avez vraiment besoin de savoir, où est le Duc de Suffolk en ce moment ? Vous ne pouvez pas l'avoir à Londres s'il est censé être ailleurs », a-t-elle expliqué.
Dans une interview avec The Guardian, Hilary Mantel a déclaré son objectif de placer le lecteur dans « cette époque et cet endroit, vous plaçant dans l'entourage d'Henri. L'essence de la chose n'est pas de juger avec du recul, de ne pas porter de jugement depuis le haut perchoir du XXIe siècle quand on sait ce qui s'est passé. C'est d'être là avec eux dans cette partie de chasse à Wolf Hall, d'avancer avec des informations imparfaites et peut-être de mauvaises attentes, mais en tout cas d'avancer vers un avenir qui n'est pas prédéterminé, mais où le hasard jouera un rôle formidable. ».

## Personnages
Wolf Hall comprend un grand nombre de personnages historiques fictifs. En plus de ceux déjà mentionnés, les personnages importants incluent :
- Stephen Gardiner, secrétaire principal du roi Henry VIII ;
- la princesse Mary, la fille et l'unique enfant survivant d'Henry et de Catherine, plus tard la reine Mary I d'Angleterre ;
- Marie Boleyn, sœur d'Anne ;
- Thomas Boleyn, père d'Anne et de Marie ;
- Thomas Howard, 3e duc de Norfolk, l'oncle d'Anne ;
- Thomas Cranmer, archevêque de Cantorbéry ;
- Jane Seymour, qui devint plus tard la troisième des six épouses d'Henry ;
- Rafe Sadler, pupille de Thomas Cromwell.

## Titre
Le titre vient du nom du siège de la famille Seymour à Wolfhall ou Wulfhall dans le Wiltshire ; l'allusion du titre au vieux dicton latin Homo homini lupus (« L'homme est un loup pour l'homme ») rappelle constamment la nature dangereusement opportuniste du monde dans lequel navigue Cromwell.

## Réaction critique
Dans The Guardian, Christopher Tayler a écrit : « Wolf Hall réussit selon ses propres termes et plus encore, à la fois en tant que roman historique non mousseux et en tant que démonstration du talent extraordinaire de Mantel. Lyriquement mais proprement et étroitement écrit, solidement imaginé mais rempli de résonances fantasmagoriques, et très drôle parfois, ce n'est pas comme beaucoup d'autres dans la fiction britannique contemporaine. Une suite est apparemment en préparation, et ce n'est pas la moindre des réalisations de Mantel que le lecteur termine ce livre de 650 pages en voulant plus. »
Susan Bassnett, dans Times Higher Education, a écrit : « terriblement mal écrit... Mantel vient d'écrire et d'écrire et d'écrire. Je n'ai encore rencontré personne en dehors du panel Booker qui a réussi à aller à la fin de ce tome fastidieux. Dieu nous en préserve, il pourrait y avoir une suite, dont je crains qu'elle ne se profile à l'horizon. »
Dans The Observer, Olivia Laig a écrit : « En deux décennies, elle a acquis une réputation d'élégante anatomiste de la malveillance et de la cruauté. De la Révolution française de A Place of Greater Safety (1992) à la Middle England de Beyond Black (2005), ce sont des livres scrupuleusement moraux – et scrupuleusement amoralistes – qui refusent de fuir les dessous de la vie, trouvant même en cas de catastrophe un genre d'humour sombre et peu consolant. C'est ce mouvement souple entre le rire et l'horreur qui fait de cette riche reconstitution historique de la vie des Tudor son roman le plus humain et le plus envoûtant. »
Vanora Bennett dans The Times a écrit : « Dès que j'ai ouvert le livre, j'ai été saisie. Je l'ai lu presque sans arrêt. Quand j'ai dû le poser, j'étais plein de regrets que l'histoire soit terminée, un regret que je ressens toujours. Il s'agit d'un récit merveilleux et intelligemment imaginé d'un conte familier sous un angle inconnu - un récit qui donne au drame qui se déroule il y a près de cinq siècles un aspect nouveau et choquant à nouveau. »
Un sondage d'experts littéraires par l'Independent Bath Literature Festival a élu Wolf Hall le plus grand roman de 1995 à 2015. Il s'est également classé troisième dans un sondage BBC Culture des meilleurs romans depuis 2000. En 2019, la liste des 100 meilleurs livres du 21e siècle du Guardian a classé Wolf Hall au premier rang.

## Récompenses et nominations
- Gagnant – Prix Booker 2009. James Naughtie, le président des juges du prix Booker, a déclaré que la décision de décerner le prix à Wolf Hall était « basée sur l'ampleur du livre. L'audace de son récit, sa mise en scène... La façon extraordinaire dont Hilary Mantel a créé ce que l'un des juges a dit était un roman contemporain, un roman moderne, qui se déroule au 16e siècle »[13].
- Lauréat - 2009 National Book Critics Circle Award pour la fiction.
- Lauréat – Prix Walter Scott 2010 pour la fiction historique.
- Gagnant – 2010 Le Tournoi des Livres des Nouvelles du Matin[14].
- Lauréat - 2010 Audie Award for Literary Fiction pour le livre audio raconté par Simon Slater [15]
- Gagnant - 2010 AudioFile magazine Earphone Award pour le livre audio raconté par Simon Slater [16]

## Adaptations
En janvier 2013, la Royal Shakespeare Company (RSC) a annoncé qu'elle mettrait en scène des adaptations de Mike Poulton de Wolf Hall et Bring Up the Bodies dans sa saison d'hiver. La production a été transférée au Aldwych Theatre de Londres en mai 2014, pour une durée limitée jusqu'en octobre.
Les producteurs Jeffrey Richards et Jerry Frankel ont apporté les productions londoniennes de Wolf Hall et Bring Up the Bodies, avec Ben Miles dans le rôle de Thomas Cromwell ; Lydia Leonard comme Anne Boleyn; Lucy Briers comme Catherine d'Aragon; et Nathaniel Parker dans le rôle d'Henry VIII, au Winter Garden Theatre de Broadway  en mars 2015 pour une durée de 15 semaines. Le double programme a été rebaptisé Wolf Hall, Parts 1 et 2 pour le public américain. La pièce a été nommée pour huit Tony Awards, dont celui de la meilleure pièce.
En 2012, la BBC a annoncé qu'elle adapterait Wolf Hall et Bring Up the Bodies pour BBC Two, pour une diffusion en 2015. Le 8 mars 2013, la BBC a annoncé que Mark Rylance avait été choisi pour Thomas Cromwell. Le premier épisode a été diffusé aux États-Unis sur PBS's Masterpiece Theatre, le 5 avril 2015. En juin 2015, Amazon a annoncé les droits exclusifs de diffusion des programmes Masterpiece, y compris Wolf Hall, sur sa plateforme Amazon Prime Instant Video.